# Franco Florio
Franco Florio (* 30. Mai 2000) ist ein argentinischer Leichtathlet, der sich auf den Sprint spezialisiert hat. Er ist aktuell Inhaber des Landesrekordes im 100-Meter-Lauf und 2022 wurde er über diese Distanz Südamerikaspielesieger.

## Sportliche Laufbahn
Erste Erfahrungen bei internationalen Meisterschaften sammelte Franco Florio im Jahr 2019, als er bei den U20-Südamerikameisterschaften in Cali im 100-Meter-Lauf in 10,63 s den fünften Platz belegte. Im Jahr darauf gewann er dann bei den erstmals ausgetragenen Hallensüdamerikameisterschaften in Cochabamba in 21,89 s die Silbermedaille im 200-Meter-Lauf hinter dem Venezolaner Rafael Vásquez und sicherte sich über 60 Meter in 6,85 s die Bronzemedaille hinter Jeffrey Vanan aus Suriname und Vásquez. Zudem gewann er mit der argentinischen 4-mal-400-Meter-Staffel in 3:29,45 min die Silbermedaille hinter dem Team aus Bolivien. 2021  belegte er bei den Südamerikameisterschaften in Guayaquil in 10,49 s den fünften Platz über 100 Meter. Im Oktober belegte er bei den U23-Südamerikameisterschaften ebendort in 10,58 s den sechsten Platz über 100 m und erreichte auch über 200 m nach 21,40 s Rang sechs. Zudem gewann er in der 4-mal-100-Meter-Staffel in 41,29 s die Bronzemedaille hinter den Teams aus Kolumbien und Ecuador. Anfang Dezember gewann er bei den erstmals ausgetragenen Panamerikanischen Juniorenspielen in Cali in 10,37 s die Bronzemedaille über 100 m hinter dem Brasilianer Erik Cardoso und Neiker Abello aus Kolumbien. Zudem sicherte er sich auch im Staffelbewerb in 40,63 s die Bronzemedaille hinter den Teams aus Brasilien und Ecuador.  
2022 gewann er bei den Hallensüdamerikameisterschaften in Cochabamba mit neuer Bestleistung von 6,70 s erneut die Bronzemedaille über 60 m, diesmal hinter dem Brasilianer Felipe Bardi und David Vivas aus Venezuela. Im Mai gewann er bei den Ibero-Amerikanischen Meisterschaften in La Nucia in 10,31 s die Bronzemedaille über 100 Meter hinter dem Kubaner Shainer Rengifo Montoya und Felipe Bardi und im September musste er sich bei den U23-Südamerikameisterschaften in Cascavel mit 10,11 s nur dem Brasilianer Erik Cardoso geschlagen geben. Zudem sicherte er sich im Staffelbewerb in 39,99 s die Bronzemedaille hinter den Teams aus Kolumbien und Brasilien. Kurz darauf siegte er bei den Südamerikaspielen in Asunción in 10,35 s über 100 Meter. Im Jahr darauf schied er bei den Südamerikameisterschaften in São Paulo mit 10,40 s im Vorlauf über 100 Meter aus und belegte mit der Staffel in 39,85 s den vierten Platz. Ende Oktober verpasste er dann bei den Panamerikanischen Spielen in Santiago de Chile mit 10,52 s den Finaleinzug. Zudem gewann er mit der Staffel in 39,48 s gemeinsam mit Tomás Mondino, Bautista Diamante und Juan Ciampitti die Bronzemedaille hinter den Teams aus Brasilien und Kuba. 2024 gelangte er bei den Ibero-Amerikanischen Meisterschaften in Cuiabá mit 10,39 s auf den siebten Platz über 100 Meter und gewann im Staffelbewerb in 39,85 s die Bronzemedaille hinter Brasilien und Kolumbien. Im Jahr darauf gewann er bei den Hallensüdamerikameisterschaften in Cochabamba in 6,67 s die Bronzemedaille hinter dem Kolumbianer Neiker Abello und Felipe Bardi aus Brasilien. Zudem gewann er auch mit der 4-mal-400-Meter-Staffel in 3:23,58 min die Bronzemedaille hinter den Teams aus Venezuela und Bolivien. Anschließend schied er bei den Hallenweltmeisterschaften in Nanjing mit 6,76 s in der ersten Runde über 60 Meter aus. Ende April belegte er bei den Südamerikameisterschaften in Mar del Plata in 10,34 s den sechsten Platz über 100 Meter und belegte mit der 4-mal-100-Meter-Staffel in 39,91 s den vierten Platz. 
In den Jahren 2019 und 2020 sowie 2022 und 2023 wurde Corio argentinischer Meister im 100-Meter-Lauf sowie 2023 auch in der 4-mal-100-Meter-Staffel.

## Persönliche Bestzeiten
- 100 Meter: 10,11 s (+0,5 m/s), 29. September 2022 in Cascavel (argentinischer Rekord)
  - 60 Meter (Halle): 6,67 s, 25. Januar 2025 in Cochabamba (argentinischer Rekord)
- 200 Meter: 21,03 s (+1,8 m/s), 2. März 2025 in Buenos Aires
  - 200 Meter (Halle): 21,89 s, 2. Februar 2020 in Cochabamba